# Zeitún (Gaza)
Zeitún (en árabe: الزيتون‎, lit. 'Aceitunas') es un barrio de Gaza ubicado en la parte sur del casco histórico de la ciudad. 

## Historia
El barrio de Zeitún fue construido en las décadas de 1930 y 1940, cuando Gaza comenzaba a expandirse más allá de su casco histórico. Gran parte de la financiación inicial de su construcción se atribuye a instituciones extranjeras como hospitales misioneros. Tras la guerra árabe-israelí de 1948, con la gran afluencia de refugiados palestinos que supuso la Nakba, la población de Zeitún creció sustancialmente. La familia del jeque Ahmed Yassin, fundador y líder de Hamás, se instaló en este barrio en la década de 1950.

### Guerra de 2008-2009

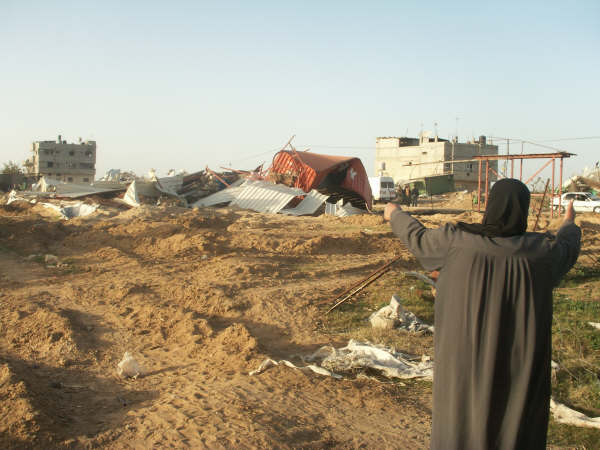
Viviendas de la familia Samouni a comienzos de 2009.

Durante el guerra de Gaza de 2008-2009, el ejército israelí lanzó una incursión terrestre en la zona y ocupó el barrio. El peor incidente de la guerra tuvo lugar el 5 de enero de 2009 en el barrio de Zeitún, cuando un total de 48 miembros de la familia al-Samouni murieron por el bombardeo israelí de sus viviendas. Además, el ejército israelí destruyó 27 hogares, varias granjas y una mezquita. El zoológico de la ciudad de Gaza, que se encontraba en Zeitún, fue destruido por las tropas israelíes en la ofensiva. Algunos de los animales murieron de hambre, otros por los bombardeos y otros fueron directamente tiroteados por los soldados, cuyos tanques destruyeron el recinto. De un total de 400 animales quedaron tan solo diez.

### Guerra de 2023-2025

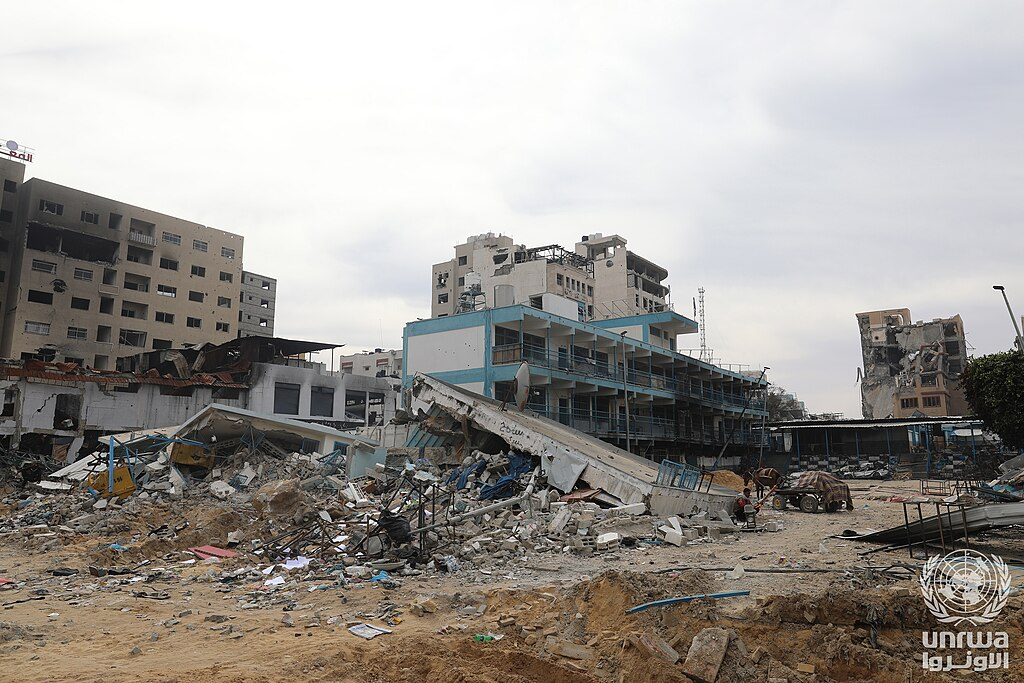
Escuela de UNRWA en Zeitún destruida por un bombardeo israelí durante la guerra de Gaza

La guerra de Gaza de 2023-2025 ocasionó numerosos muertos, heridos y daños materiales en el barrio de Zeitún. El 14 de octubre, un ataque aéreo israelí mató a toda una familia de 26 miembros del barrio, incluyendo a abuelos, padres, nietos e incluso una mujer embarazada. Solo sobrevivió un niño de dos años. El 28 de enero, un bombardeo israelí supuso la muerte de docenas de civiles, la mayoría mujeres y niños. Aunque a finales de enero Israel había declarado el barrio de Zeitún como zona pacificada, el 21 de febrero, Israel ordenó la evacuación completa de los habitantes de este barrio ante el resurgir de los combates. El 10 de mayo, cinco soldados israelíes murieron en combates en Zeitún, cuatro por un artefacto explosivo y uno durante un tiroteo. Dos días después, los bombardeos israelíes destruyeron numerosos edificios residenciales del barrio. Para el 15 de mayo, el ejército israelí empezó a retirarse de Zeitún, aunque volvió a bombardearlo el 19 del mismo mes.  El 30 de mayo continuaron los bombardeos, que dañaron partes importantes del barrio. Dos vecinos murieron el 4 de junio en nuevos bombardeos israelíes, y tres más el 12 de junio. El 19 de junio, Israel envió una columna de tanques a Zeitún, donde tuvieron lugar intensos combates. El 3 de julio, el obús de un tanque israelí mató a 17 personas que habían acudido a comprar comida a un mercado del barrio.

## Lugares de interés
En Zeitún se encontraban un zoológico que fue destruido por las fuerzas israelíes a comienzos de 2009. También en Zeitún estaba el Hamam al-Sammara, el único baño turco activo en la Franja de Gaza, que fue bombardeado y destruido por el ejército israelí en la guerra de 2023-24. También en Zeitún se encuentra el Hospital bautista al-Ahli Arabí, uno de los más importantes de la ciudad.